# Dvojhláska
Dvojhláska neboli diftong je typ hlásek s tónovou strukturou, kde dochází k plynulému spojení dvou vokalických pozic do jednoho slabičného jádra.
Dvojhlásky jsou obvykle tvořeny jedním vokálem (samohláskou) a jedním polovokálem (polosamohláskou - vyznačuje se nižší mírou sonority než samohláska), přičemž polovokál může být buď na první (např. slovenské /ô/ [u̯o]), nebo na druhé pozici (např. české /ou/ [oʊ̯]).
Často se liší názory lingvistů na to, zda považovat dvojhlásky za jednotné fonémy s dvojím artikulačním cílem, nebo je chápat jako spojení dvou fonémů. Hodnocení je obvykle závislé na fonologické funkci těchto hlásek v příslušném jazyce. České /ou/ je obvykle považováno za jediný foném, neboť jeho druhá část, neslabičné [ʊ̯], se v češtině samostatně nevyskytuje.
Vývojem výslovnosti v různých jazycích může dojít k takzvané monoftongizaci, tedy ke hláskové změně konkrétní dvojhlásky na jednu hlásku. Pravopis v abecedním písmu může zachovat tradiční psaní hlásky jako digram (dvojice písmen) nebo se přizpůsobit nové výslovnosti. Příkladem kompromisu mezi oběma přístupy je české Ů, které vzniklo ze starší dvojhlásky [uo].
Opakem monoftongizace je diftongizace, kdy se (dlouhá) samohláska změní na dvojhlásku.

## Diftong a hiát
Dvojhlásku je třeba odlišovat od
- hiátu, souběhu dvou plnohodnotných samohlásek, ovšem bez vkládané souhlásky, který je zpravidla pociťován jako něco obtížného a má sklon být nahrazen jiným uspořádáním: kakao, Mao, Kuomingtan, boa,
- ale i od souběhu samohlásek s řešením obtížné výslovnosti:
  - vkladnou souhláskou, např. /j/ v slovech Marie, ekonomie vyslovované [Marije] a [ekonomije] nebo /l/ v dětské výslovnosti slova kakao [kakalo]
  - náhradou samohlásky souhláskou, jako ve jméně Čankajšek, kde se ovšem přizpůsobuje i pravopis